# Longomontanus (kráter)

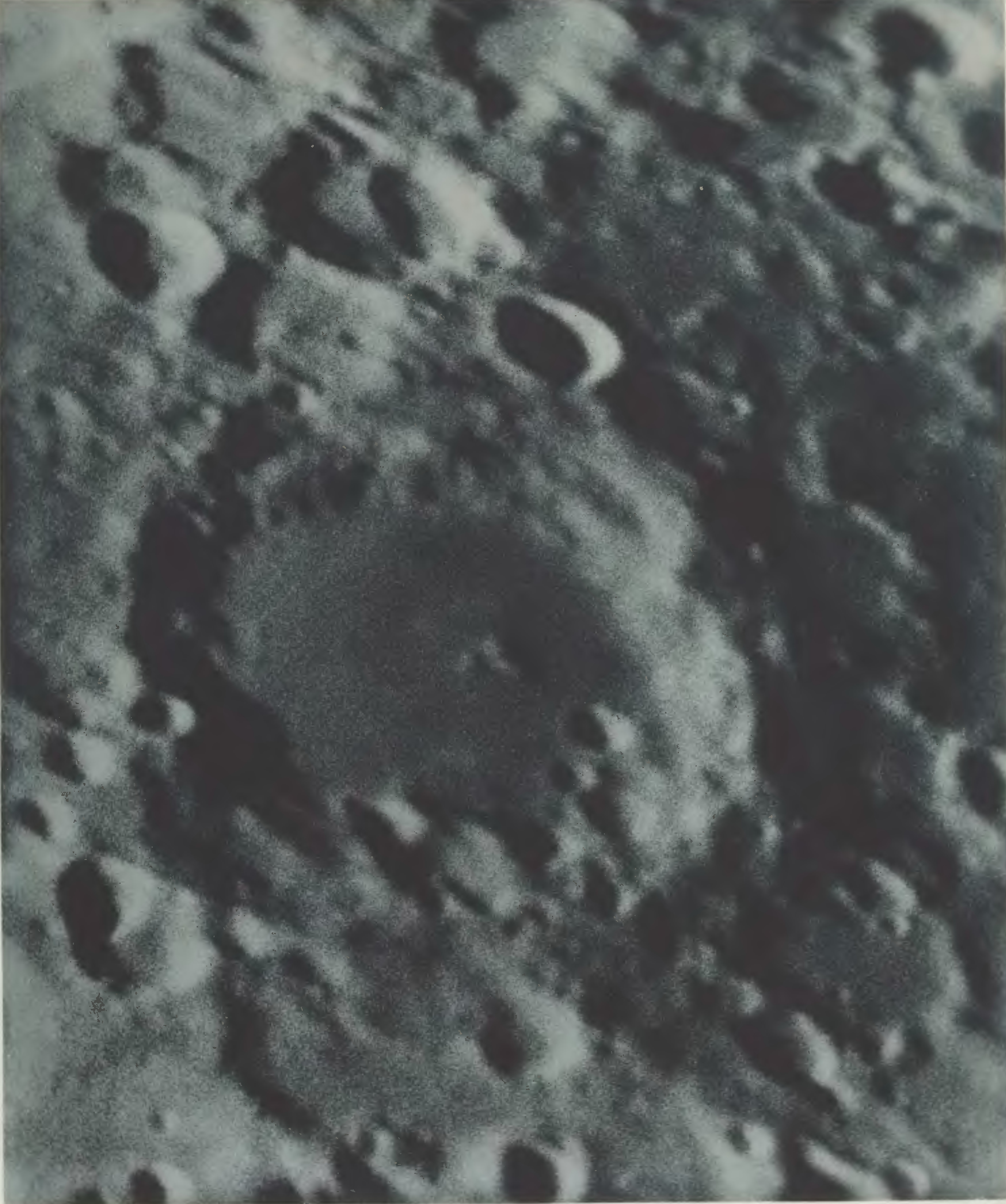
Kráter Longomontanus.

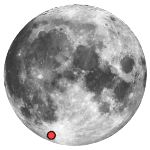
Poloha kráteru Longomontanus na přivrácené straně Měsíce.

Longomontanus je rozlehlý kráter typu valové roviny nacházející se v jižním sektoru přivrácené strany Měsíce. Má průměr 145 km. Jeho dno je relativně ploché, uvnitř se nachází několik dalších satelitních kráterů a skupinka nevysokých středových vrcholků, které jsou však posunuty více na západ. Okrajový val je rozrušen mnoha dalšími impakty, nejvíce postižená je jeho severní část.
Severně leží kráter Montanari, jihovýchodně ještě větší Clavius (průměr 225 km).

## Název
Pojmenován je podle dánského astronoma Christiana Sørensena Longomontana, asistenta Tycha Braha.

## Satelitní krátery
V okolí kráteru se nachází několik dalších kráterů. Ty byly označeny podle zavedených zvyklostí jménem hlavního kráteru a velkým písmenem abecedy.
| Longomontanus | Sel. šířka | Sel. délka | Průměr |
| ------------- | ---------- | ---------- | ------ |
| A             | 52.8° J    | 24.0° Z    | 29 km  |
| B             | 52.9° J    | 20.7° Z    | 48 km  |
| C             | 53.4° J    | 19.0° Z    | 31 km  |
| D             | 54.3° J    | 22.9° Z    | 29 km  |
| E             | 51.4° J    | 18.0° Z    | 8 km   |
| F             | 48.2° J    | 23.5° Z    | 19 km  |
| G             | 48.7° J    | 18.5° Z    | 15 km  |
| H             | 52.0° J    | 23.2° Z    | 7 km   |
| K             | 47.9° J    | 20.9° Z    | 15 km  |
| L             | 49.1° J    | 23.6° Z    | 16 km  |
| M             | 48.6° J    | 23.2° Z    | 10 km  |
| N             | 50.8° J    | 25.7° Z    | 12 km  |
| P             | 48.1° J    | 25.3° Z    | 7 km   |
| Q             | 52.0° J    | 20.5° Z    | 11 km  |
| R             | 52.4° J    | 26.1° Z    | 9 km   |
| S             | 47.4° J    | 23.3° Z    | 12 km  |
| T             | 46.8° J    | 22.7° Z    | 5 km   |
| U             | 52.0° J    | 22.0° Z    | 7 km   |
| V             | 50.7° J    | 18.9° Z    | 5 km   |
| W             | 47.1° J    | 21.3° Z    | 10 km  |
| X             | 53.0° J    | 17.7° Z    | 5 km   |
| Y             | 52.3° J    | 28.2° Z    | 4 km   |
| Z             | 50.0° J    | 18.7° Z    | 95 km  |